# Walt Disney Animation Studios
Walt Disney Animation Studios, se sídlem v Burbanku v Kalifornii, je americké animační studio, které produkuje celovečerní a krátké animované filmy. Patří do divize The Walt Disney Studios společnosti The Walt Disney Company. Od založení 16. října 1923 jako Disney Brothers Cartoon Studio stihlo už studio vyprodukovat více než 50 celovečerních filmů. Prvním byla Sněhurka a sedm trpaslíků (1937).
V roce 2006 převzali vedení Walt Disney Animation Studios Edwin Catmull a John Lasseter z Pixaru; získali pozice prezident a Chief Creative Officer. Od premiéry filmu Robinsonovi (2007) používá studio nové logo, aby bylo dobře rozlišitelné od Pixaru. Na logu je Mickey Mouse v póze z tradičního kraťasu Parník Willie.
Walt Disney Animation Studios je známé jako průkopník v animačním průmyslu. Mezi jeho úspěchy patří Sněhurka a sedm trpaslíků (1937), vůbec první celovečerní animovaný film; Kráska a zvíře (1991), první animovaný film nominovaný na Academy Awards v kategorii Best Pictures a jediný tradičně-animovaný film, který byl na tuto cenu nominován; Lví král (1994), tradičně-animovaný film s nejvyšším výdělkem vůbec; Na vlásku (2010), nejdražší animovaný film v historii s rozpočtem $260 milionů; a Raubíř Ralf (2012), snímek studia s největším počtem účinkujících postav. Jejich 53. celovečerní film, Ledové království, měl premiéru v listopadu 2013 a stal se nejvýdělečnějším animovaným filmem v historii.

## Seznam filmů
Seznam filmů naleznete na stránce Seznam animovaných filmů Walt Disney Animation Studios.